# Домовладение Г. Г. фан Гильзе фан дер Пальса
Домовладение Г. Г. фан Гильзе фан дер Пальса — памятник архитектуры. Расположен в Адмиралтейском районе Санкт-Петербурга, современный адрес дома — Английский проспект, 4 корпус 2, 8-10.

## Предыстория
Изначально территория относилась к части участка 53 Адмиралтейской части. В 1853 году это владение Карла Ивановича Албрехта было разделено на десять участков, пустовавших к 1869 году. С 1872 года Пётр Карлович Альбрехт стал продавать их, и участок 4 купил Владимир Христианович фон Веллинг, участок 3 — Н. С. Петлин, а пятый был заложен в Городском кредитном обществе, пока фон Веллинг не выкупил его вместе с долгом у Альбрехта (нумерация участков в дальнейшем была изменена). 7 сентября 1872 года фон Веллинг получил разрешение на строительство дома по проекту архитектора П. Мижуева, по первому плану — каменного двухэтажного этажного на высоких подвалах с двумя примыкающими боковыми надворными флигелями, а также одноэтажных служб; после уточнения проекта со стороны двора дом стал частично трёхэтажным, с одним надворным флигелем и одноэтажными прачечными. С 1883 года дом и участок выкупил Герман-Вильгельм Бюхтгер, семья которого держала здесь мебельную фабрику до 1901 года. Перед постройкой нового здания старое было сломано до основания.

## История
Современное здание построено в 1901—1902 годах В. Ю. Иогансеном для совладельца мануфактуры «Треугольник» нидерландца Хенрика (Генриха Генриховича) фан Гильзе фан дер Пальса (архитектор был братом жены заказчика). Согласно разрешению, строились 3-этажный каменный лицевой дом с чердаками на улицу и 4-х этажный - со стороны двора, каменная одноэтажная конюшня на восемь стойл (лит. Б, в 1910 году было дано разрешение на капитальную перестройку строения), каменные двухэтажные службы (лит. В, два каретных сарая на первых этажах, квартира кучеров и прачечная на вторых), каменный навес для дров (лит. Г), каменная помойная яма и отхожее место (лит. Д), каменный ледник (лит. Е), каменный забор с железными воротами (лит. Ж), каменный забор к саду (лит. З) и прокладывались сточные трубы. Фасад здания выдержан в стиле итальянского палаццо, облицован радомским серым песчаником и светлым жёлтым кирпичом, цоколь облицован сердобольским серым гранитом. Для стен использовался портландский цемент Альбовского завода с небольшой примесью белой извести, для полов и потолков использованы железные двутавровые балки с бетонными сводами. В доме было отопление от фирмы «Тирс и К°», горячая и холодная вода, два лифта работы Сан-Галли.
Дворовые фасады облицованы светлым кирпичом-кабанчиком, у служебных строений сделан декоративный фахверк, выходящее во двор строение было увенчано башней. Стены сложены из красного кирпича, наличники вокруг окон и дверей штукатурные, а крыши черепичные.

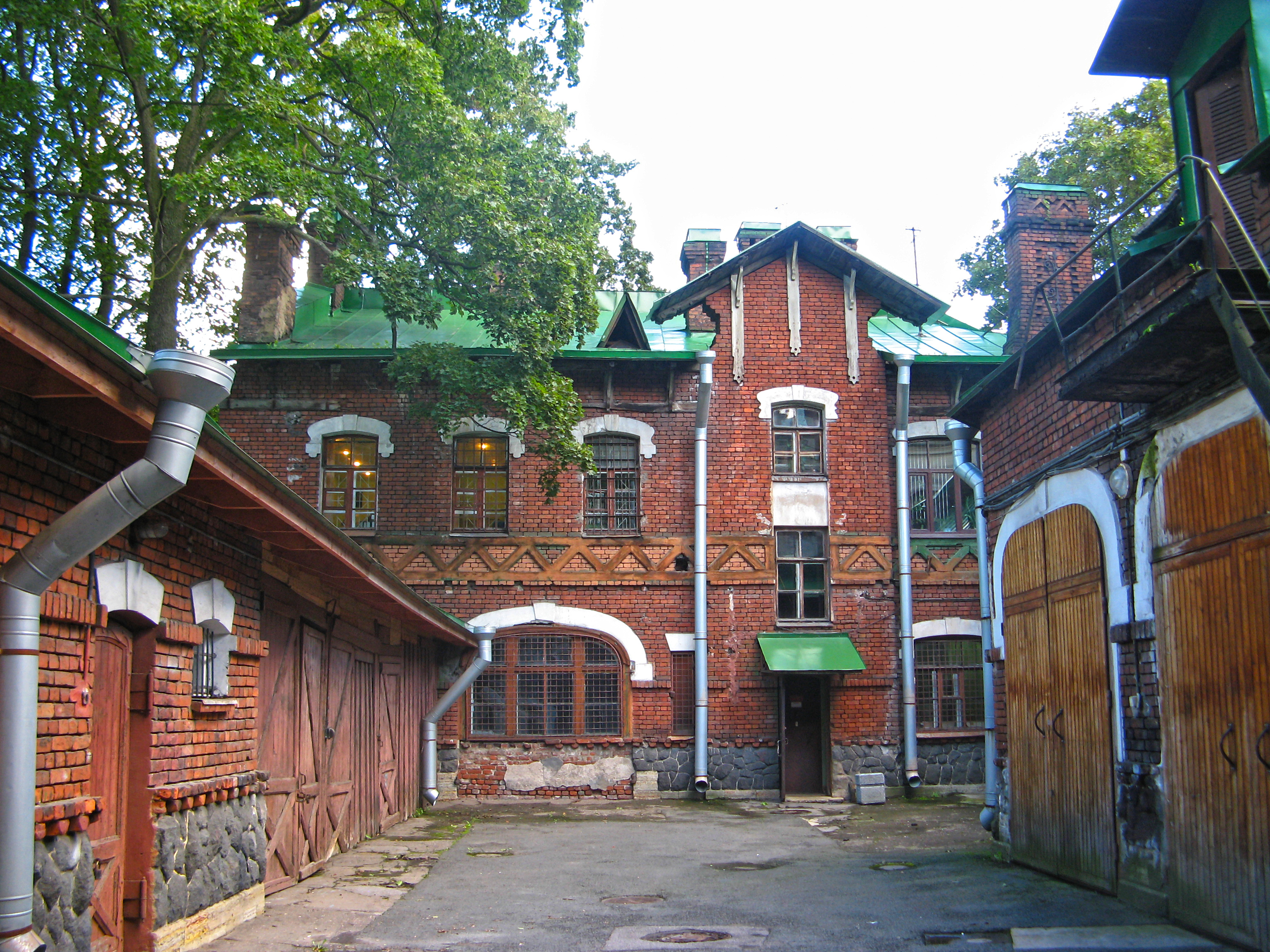
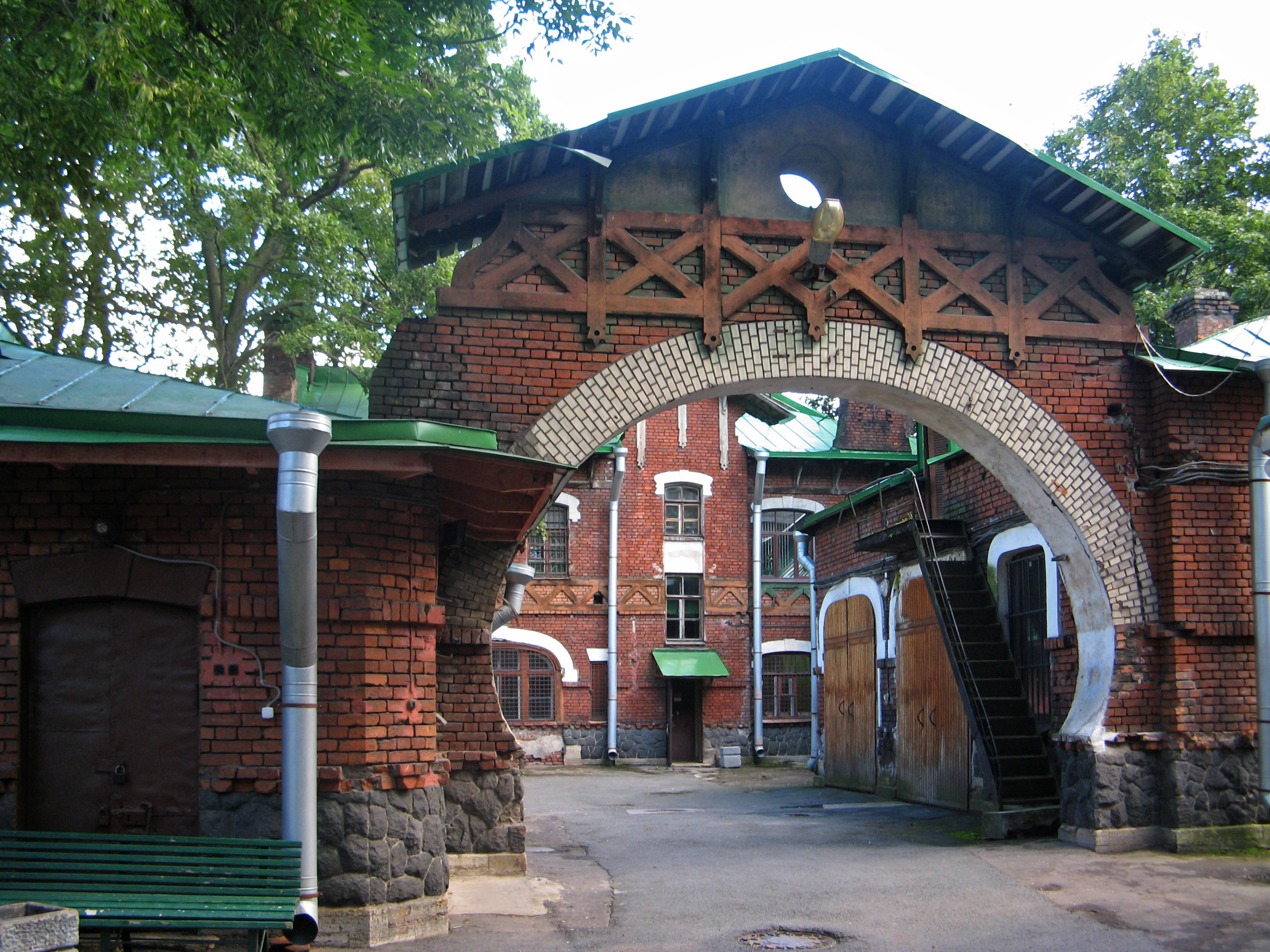
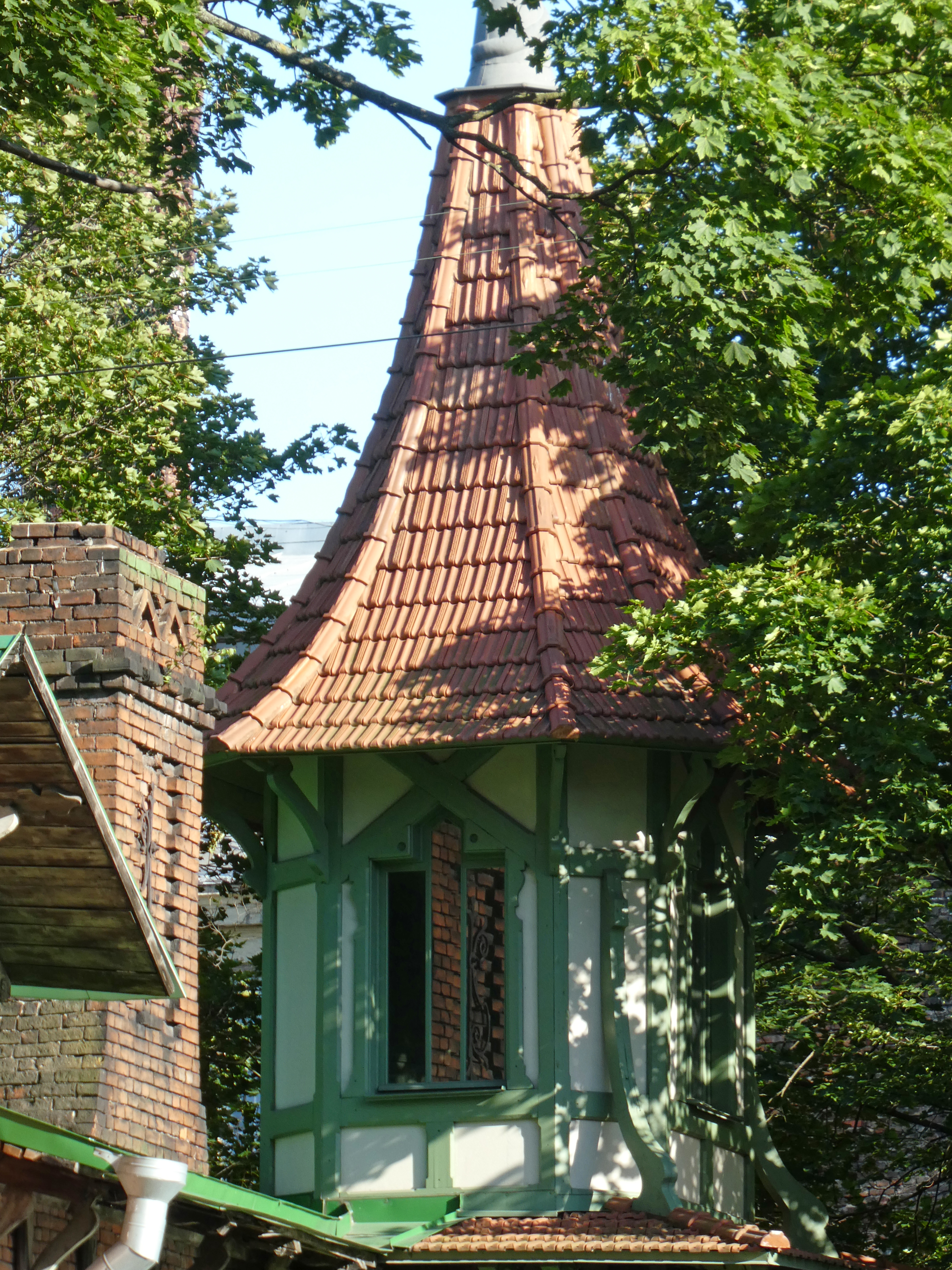

В трактовке служебных строений и дворовых фасадах видны элементы модерна, в интерьерах использованы черты ренессанса, рококо, «мавританского стиля», к стилю модерн относятся вестибюль с мраморной лестницей и «цветник». Библиотека особняка украшена живописными пейзажными панно работы К. С. Петрова-Водкина.
Лепнина интерьеров создана в мастерской А. Н. Савина (отмечалось, что лепнина потолков, стен и падуг была сделана «на месте, от руки»), Рожнов и Кузнецов делали каменные работы. М. Я. Брусов — гранитные работы, инженер К. Л. Пентковский — облицовочные работы песчаником, К. Зигель — водопроводные и канализационные работы, Мельцер, Бюхтгер, Клейн и другие производили столярные работы, Арендт и Леров — паркетные работы, Н. Ф. Савельев — электротехнические работы, художественная ковка была выполнена на заводе «Карл Винклер», декоративное стекло предоставил торговый дом «М. Франк и Ко». Витражи и декоративное остекление использованы в двух окнах цокольного этажа с двойными створками, на трехстворчатой двери с фигурной фрамугой во внутренней двери тамбура главного входа, как минимум в двух дверях и пяти окнах парадного зала первого этажа, трёхстворчатой двери с площадки второго этажа парадной лестницы, в окне «Мавританской комнаты», дверях и трёхчастном окне «Травяной комнаты», трёхсторонней веранде второго этажа.

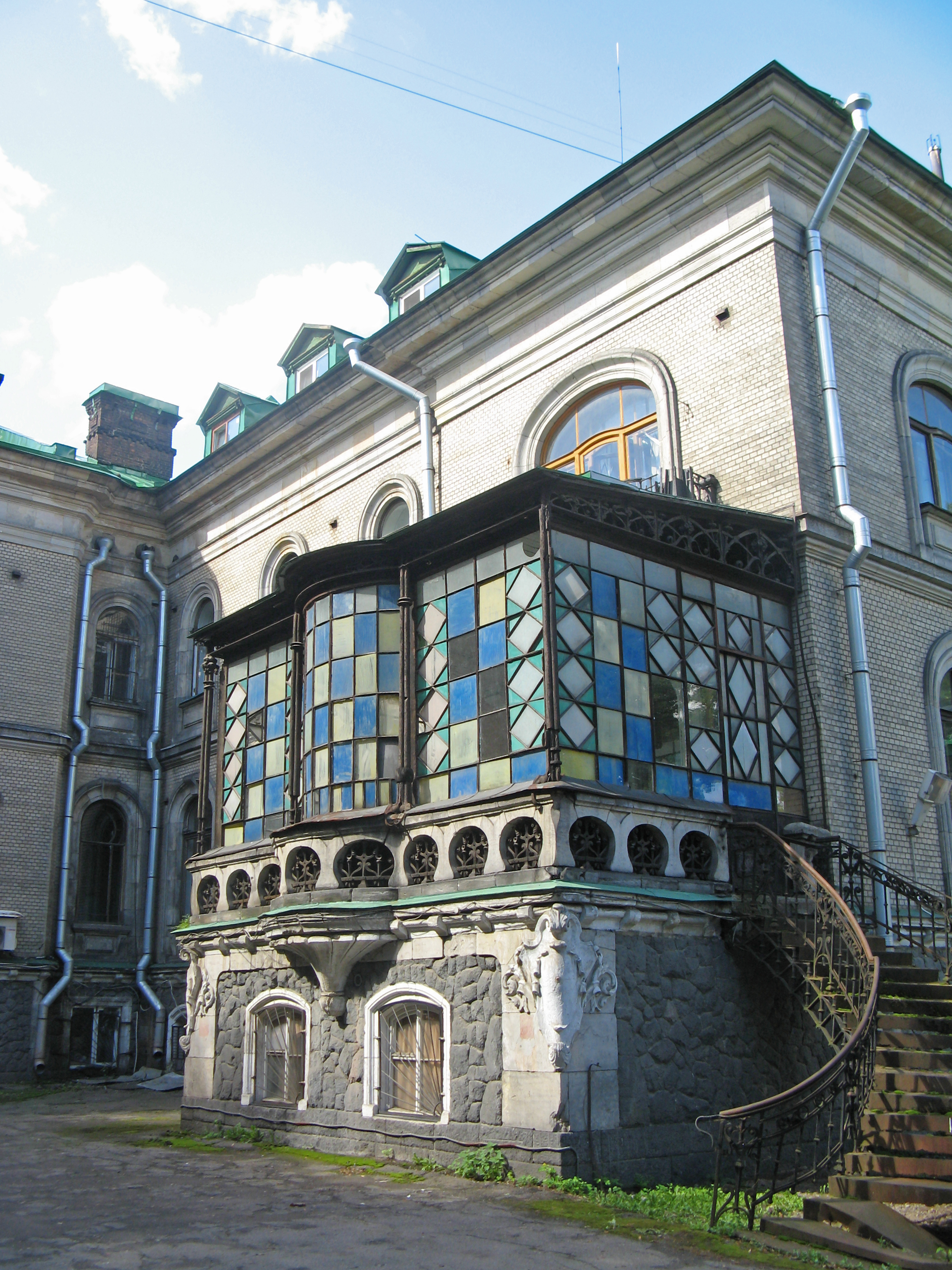
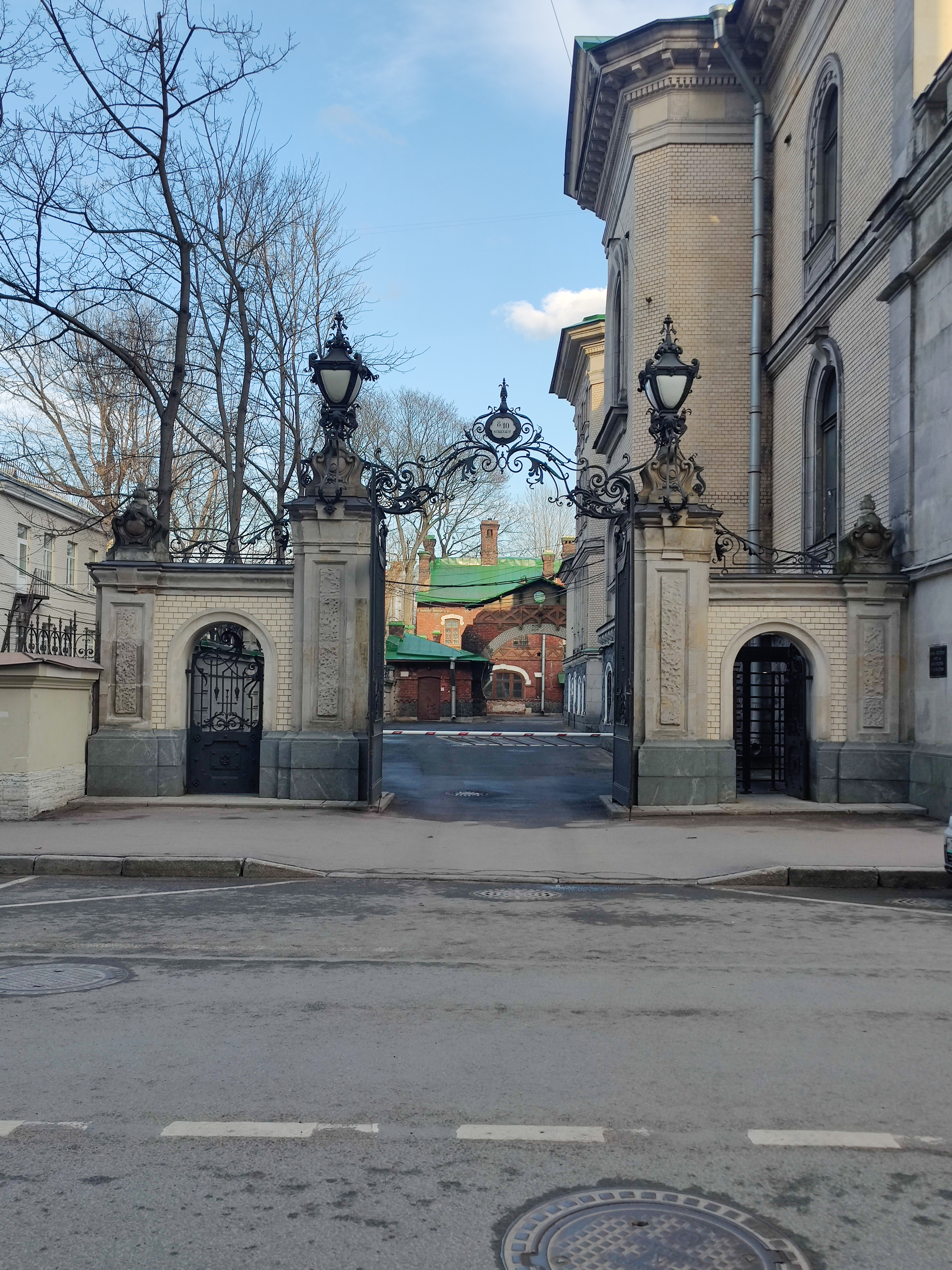
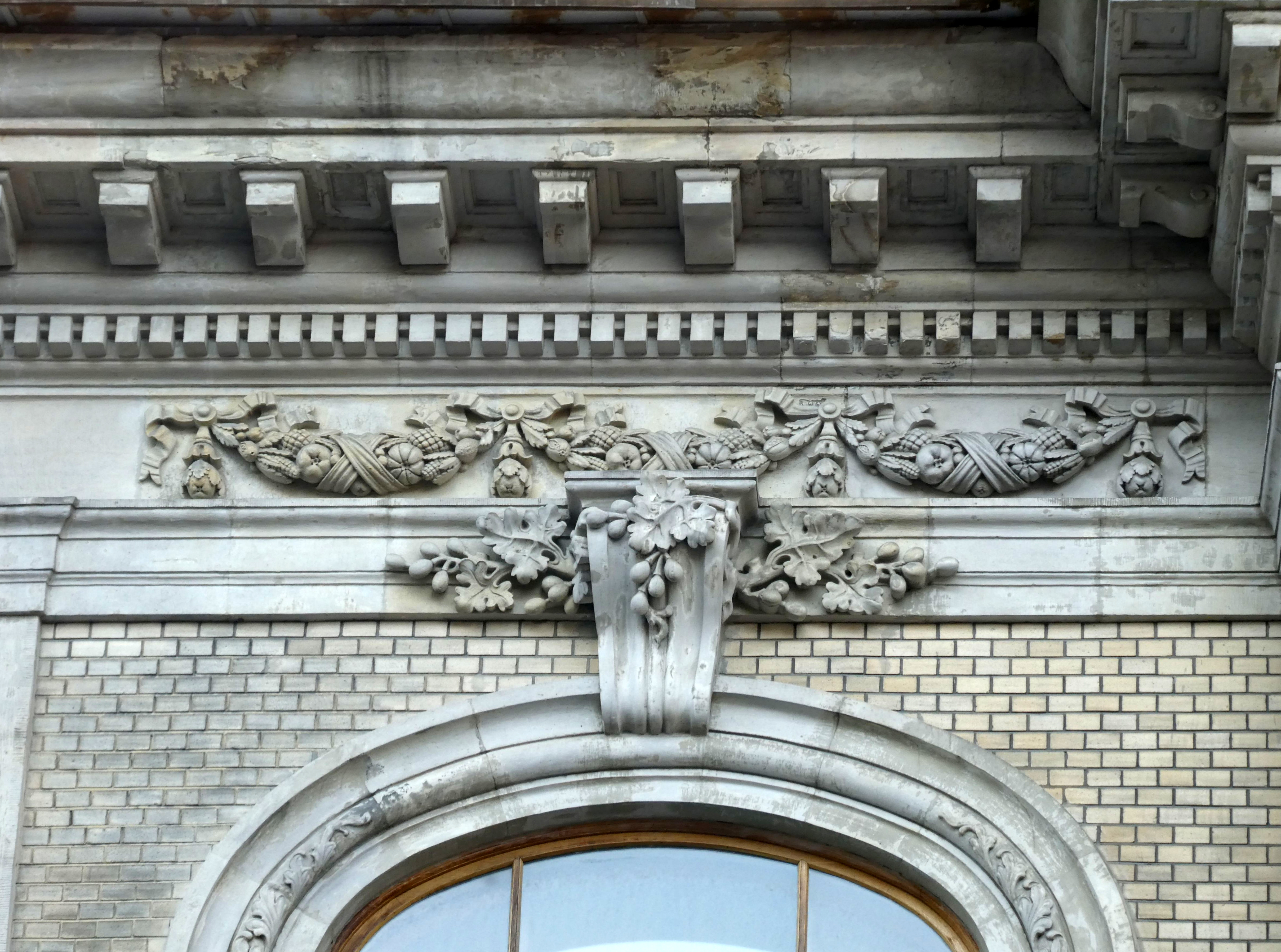
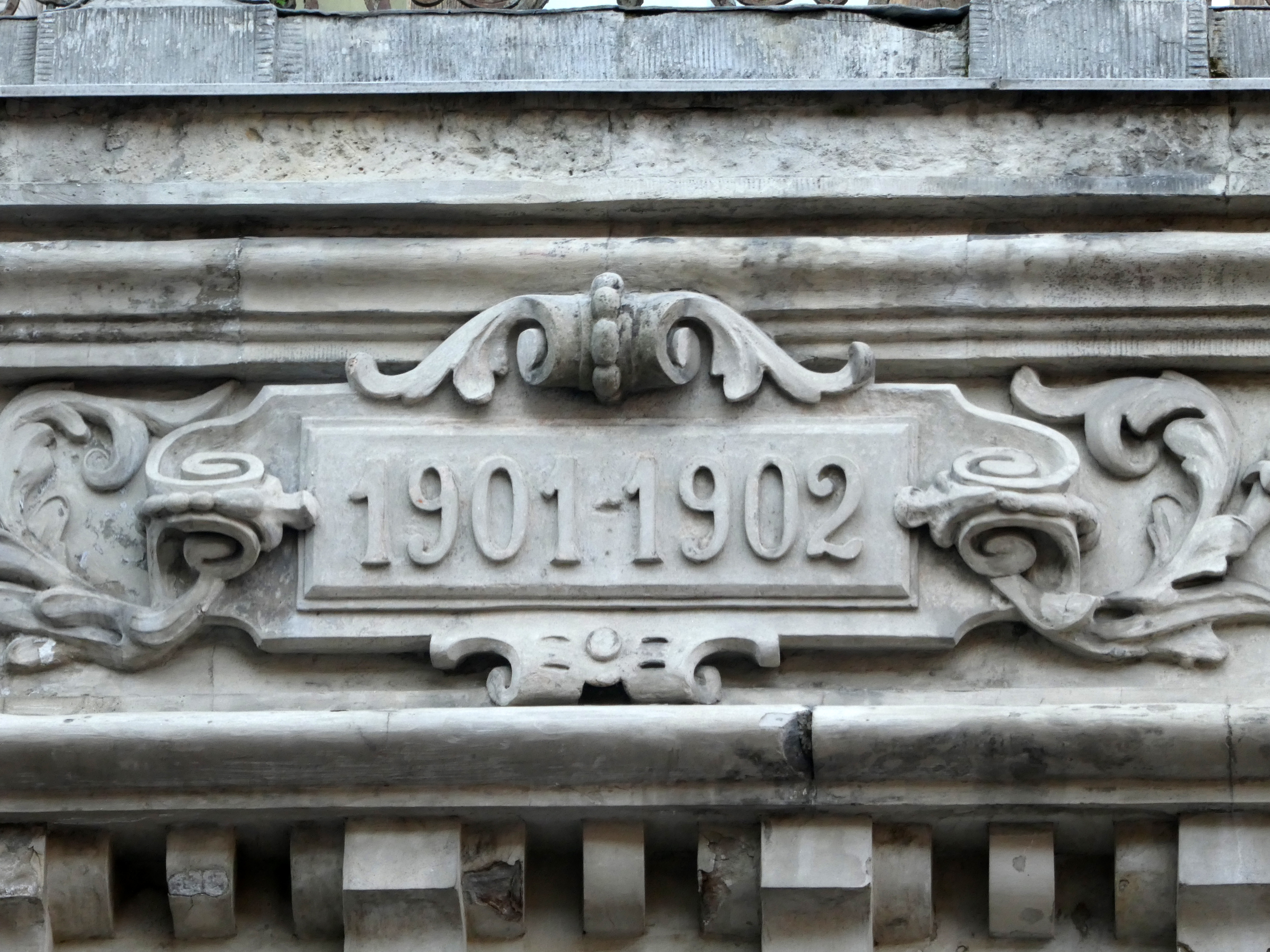
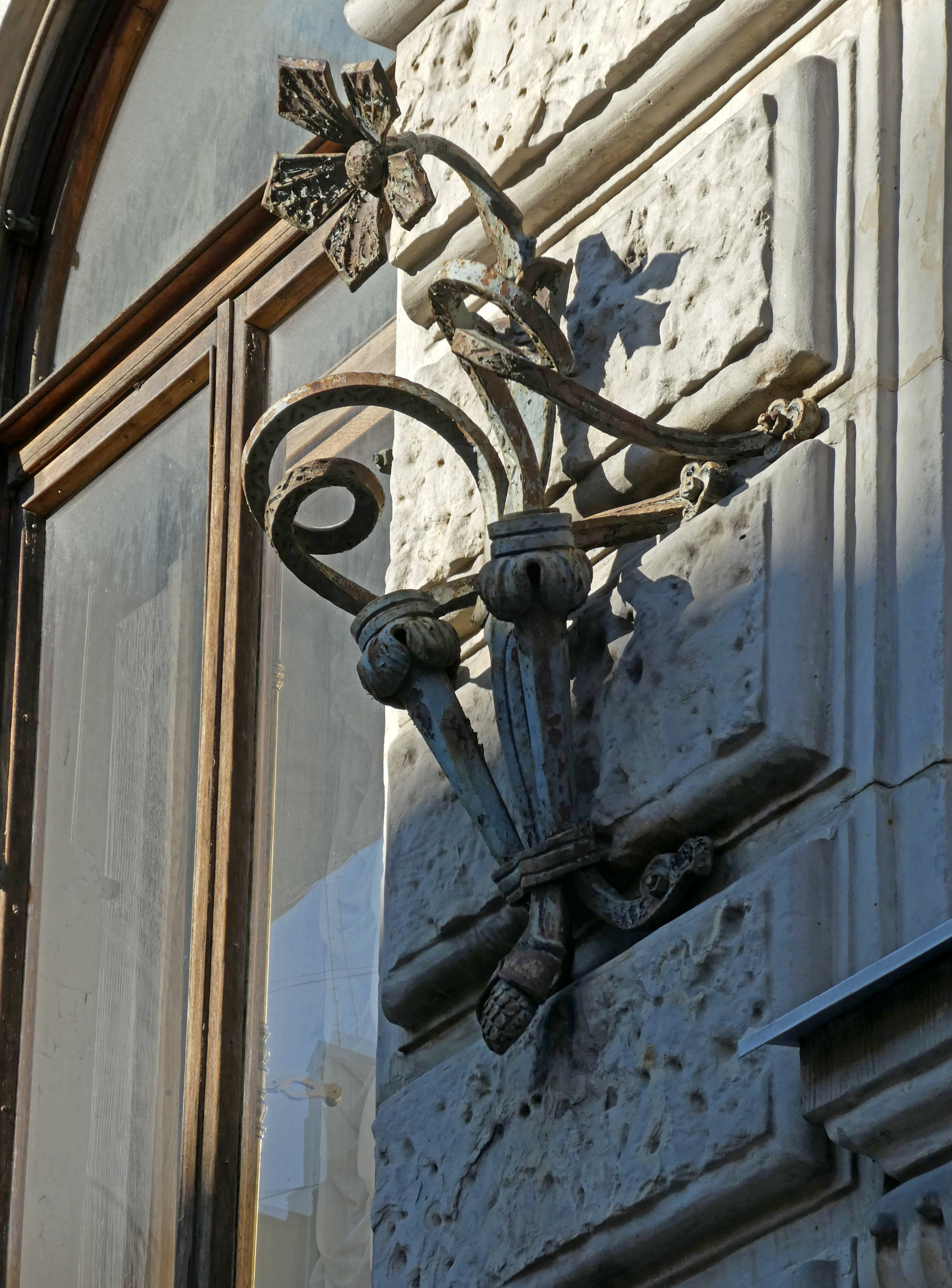
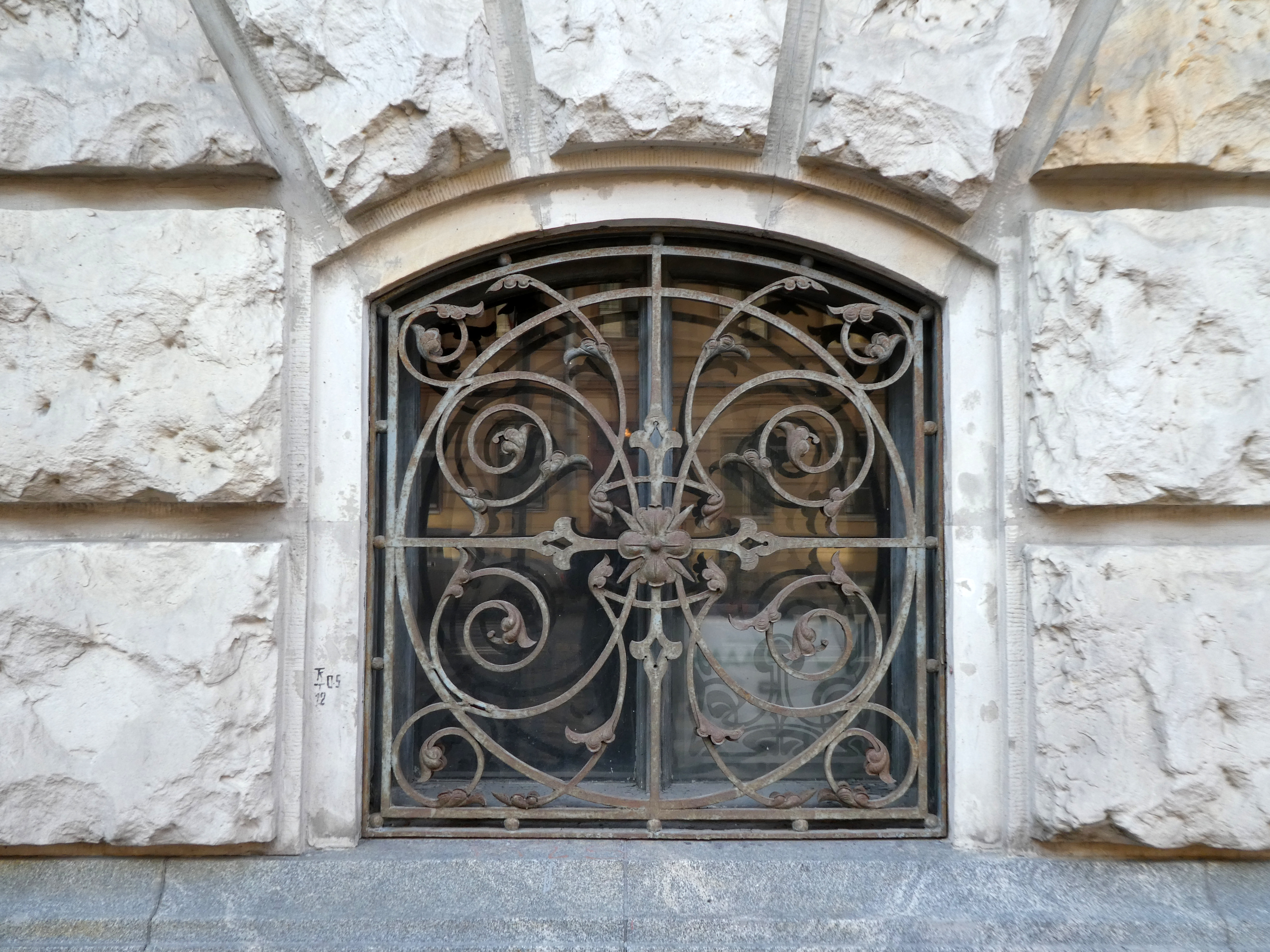

В 1910-х годах, после того как фан дер Пальс стал консулом, в части здания располагалось Нидерландское консульство, а во время Первой мировой войны в консульстве было расположено Русско-голландское отделение лазарета имени императрицы Марии Феодоровны.
На 2021 год в здании находится городской военный комиссариат. В связи с высокой сохранностью оригинальных интерьеров в здании периодически проводятся экскурсии.